# Евсеев, Евсей
Евсей Евсеев (настоящее имя Евсей Ефимович Але́скер, род. 7 августа 1951) — советский и российский композитор, музыкант и поэт.

## Биография
Родился 7 августа 1951 года в Москве в семье служащих. После окончания средней общеобразовательной школы учился в Московском институте мясной и молочной промышленности, а затем в музыкальном училище. Как вольный слушатель прошёл курс композиции у Т. Н. Хренникова в Московской консерватории. Работал вокалистом в вокально-инструментальных ансамблях «Лейся, песня» (1975) и «Надежда» (1976).
Является автором более 200 песен. Песня «А ты её зови», написанная в 1977 году в соавторстве с поэтом Л. П. Дербенёвым вошла в репертуар Аллы Пугачёвой.
Исполнителями песен Евсеева также были Ирина Понаровская, Галина Улетова, Альберт Асадуллин, Сергей Степанченко, Ольга Филиппова, Юрий Гальцев, Полина Гагарина и др.
В период с 1976 по 1990 год Е. Евсеев, как исполнитель своих песен, участвовал в гастрольных поездках Росконцерта и телевизионных передачах: «От всей души», «А ну-ка, девушки!», «Песня далёкая и близкая», «Весёлые ребята», «Пресс-клуб» и др.
С 1978 года работал в качестве композитора в Московском Художественном Академическом театре под руководством О. Н. Ефремова. Как автор музыки, вокалист и инструменталист участвовал в спектаклях режиссёра В. Прудкина «Фантазия об Иване», «Дракон», «Бал при свечах», «Мастер и Маргарита».
С 1988 года Евсеев пишет музыку к художественным фильмам и телевизионным сериалам, сотрудничая с такими режиссёрами, как Р. Балаян, А. Панкратов-Чёрный, Д. Брусникин, Н. Агаджанова, В. Прудкин, Л. Прудкин и др.
С 1991 по 2000 год жил в США.

### Фильмография
- 2017 — «NO-ONE» реж. Л. Прудкин и В. Прудкин (Израиль, Россия, Украина)
- 2012 — «Русская наследница» реж. Д. Кузьмин
- 2011 — «Закон и порядок: Отдел оперативных расследований» 4-й сезон реж. Д. Брусникин
- 2010 — «Закон и порядок: Отдел оперативных расследований» 3-й сезон реж. Д. Брусникин
- 2009 — «Райские яблочки. Жизнь продолжается» реж. А. Лобанова
- 2009 — «Красиво жить не запретишь» реж. Н. Агаджанова
- 2008 — «Райские яблочки» реж. С. Девятилов
- 2008 — «Закон и порядок. Отдел оперативных расследований» 2-й сезон реж. Д. Брусникин
- 2007 — «Закон и порядок. Отдел оперативных расследований» 1-й сезон реж. Д. Брусникин
- 2006 — «Оплачено смертью» реж. Д. Брусникин
- 2006 — «Марш Турецкого» (песня) реж. М. Туманишвили
- 2005 — «Счастье по рецепту» реж. Д. Брусникин
- 2005 — «Last Mountain» (2 песни) реж. Р. Флит (США)
- 2004 — «Тайна Голубой долины» реж. Е. Соколов
- 2003 — «Сыщики-2» реж. Д. Брусникин
- 1990 — «Система «Ниппель»» реж. А. Панкратов-Черный
- 1989 — «Белые пятна судьбы» (док.) реж. Д. Федоровский
- 1989 — «Леди Макбет Мценского уезда» реж. Р. Балаян
- 1986 — «Осенний ветер» реж. В. Прудкин

### Музыка к спектаклям
- 1985 — «Мастер и Маргарита» реж. В. Прудкин.
- 1984 — «Друзья» реж. Г. Ялович
- 1983 — «Бал при свечах» реж. В. Прудкин
- 1981 — «Дракон» реж. В. Прудкин
- 1979 — «Фантазия об Иване» реж. В. Прудкин

### Роли в кино и театре
- 2011 — «Закон и порядок»- 4 (адвокат)
- 2010 — «Закон и порядок»- 3 (директор кладбища)
- 2005 — «Счастье по рецепту» (врач)
- 1986 — «Осенний ветер» (певец)
- 1985 — «Мастер и Маргарита» (певец)
- 1979 — «Фантазия об Иване» (певец, музыкант)